# Кар'япово
Кар'я́пово (рос. Карьяпово) — присілок у складі Червоногвардійського району Оренбурзької області, Росія.

## Населення
Населення — 179 осіб (2010; 199 у 2002).
Національний склад (станом на 2002 рік):
- башкири — 88 %